# Giovanni I di Brabante
Giovanni I di Brabante, detto "il vittorioso" (Bruxelles, 1253 – Bar-le-Duc, 7 maggio 1294), fu duca di Lorena e del Brabante dal 1267 e duca di Limburgo dal 1288 fino alla sua morte.

## Origine
Era il figlio maschio secondogenito del duca Duca di Lorena e del Brabante, Enrico III e di Alice di Borgogna.

## Biografia
Giovanni aveva circa otto anni quando suo padre morì, nel 1261. Dopo la morte di Enrico III, nel titolo di duca del Brabante gli succedette il figlio primogenito, Enrico, di circa dieci anni, sotto tutela della madre; pare che il malgoverno della duchessa causò moti popolari a Lovanio. Nella reggenza intervennero anche lo zio, il langravio d'Assia Enrico I, e un cugino, Enrico di Lovanio, signore di Gaesbeek. Le città del Brabante si inserirono variamente in questa disputa, e contribuirono a mettere nelle mani della duchessa Adelaide la tutela dei figli..
Suo fratello Enrico IV, di costituzione debole, malaticcio e di scarsa intelligenza, rinunciò dopo pochi anni al ducato, in favore del fratello minore Giovanni; Enrico prese quindi la decisione di farsi monaco, entrando negli agostiniani dell'abbazia di San Benigno, a Digione; pronunciò i voti il 1º ottobre 1269. In questa occasione la duchessa Alice mantenne l'impegno di fidanzamento con la principessa Margherita di Francia, per Giovanni, il figlio secondogenito.
Giovanni succedette al fratello dopo aver ottenuto l'approvazione dell'imperatore del Sacro Romano Impero Riccardo di Cornovaglia.. Giovanni I, sino al raggiungimento della maggiore età, governò sotto la reggenza della madre: infatti, l'atto di omaggio di Giovanni I al re di Germania, Riccardo di Cornovaglia, fu confermato da Alice.
Allo scadere del periodo di tutela da parte della madre, all'età di 17 anni Giovanni prese il governo effettivo del Ducato.
Nel 1270 Giovanni sposò la figlia di Luigi IX, Margherita di Francia, che non visse a lungo. I legami con la Francia continuarono, poiché il nuovo re, Filippo III, sposò il 21 agosto 1275, a Vincennes, Maria di Brabante, sorella di Giovanni.
Nel 1276 si unì all'armata di suo cognato, il re di Francia Filippo III, incaricata di difendere i diritti di Alfonso de la Cerda contro Sancho IV di Castiglia, e al ritorno in patria venne ordinato cavaliere direttamente dalle mani del sovrano. Ebbe poi a combattere in altre occasioni: nel 1285 alla Crociata d'Aragona, e negli anni successivi contro numerosi dei governanti a lui vicini.
Nel 1283 la duchessa di Limburgo, Ermengarda era morta e l'imperatore Rodolfo I d'Asburgo aveva accordato vita natural durante il ducato al di lei vedovo, Reginaldo I di Gheldria, ma ciò non piacque al cugino di questi, Adolfo V di Berg, che rivendicò il Limburgo.
Non potendo far valere la propria ragione con le armi, Adolfo vendette i diritti sul ducato a Giovanni I, che intraprese una vera e propria azione di conquista sul ducato di Limburgo. Seguirono cinque anni di guerre, concluse con la battaglia di Worringen (7 luglio 1288), dove Giovanni sconfisse Reginaldo e i suoi alleati. Giovanni aveva conquistato il Limburgo con la forza senza che Rodolfo I d'Asburgo osasse intervenire. Il 5 ottobre 1289 Reginaldo di Gheldria rinunciò formalmente al Limburgo che da allora fu unito al Brabante.

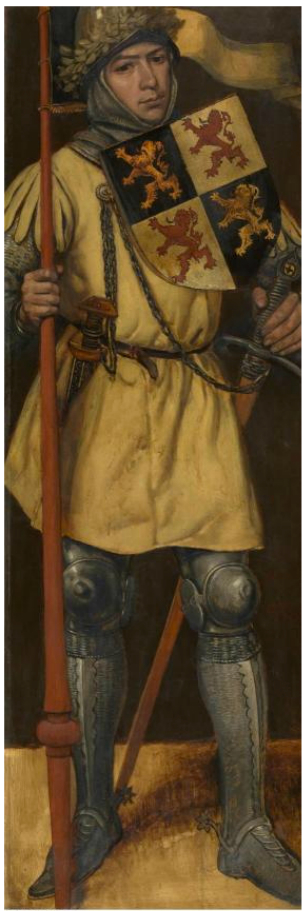
Ritratto di fantasia del XIX secolo di Giovanni I da parte di Hendrik Leys.

Negli anni seguenti Giovanni si riavvicinò all'Inghilterra, col matrimonio di suo figlio Giovanni con Margherita, figlia di Edoardo I d'Inghilterra (1290). Due anni dopo diede in moglie sua figlia Margherita a Enrico VII di Lussemburgo, matrimonio funzionale alla definitiva pacificazione sul Limburgo..
Nel settembre 1293 accolse al porto di Anversa Eleonora d'Inghilterra, figlia di Edoardo I, che andava in sposa al conte Enrico III di Bar. In occasione delle nozze, a Bar furono indette grandi feste e un torneo: durante una giostra Giovanni fu disarcionato, gravemente ferito al braccio dalla lancia del suo avversario, Pierre de Bauffremont. Dalle ferite non si riprese più e morì otto giorni dopo
Giovanni I venne sepolto nel coro della chiesa dei Francescani a Bruxelles, all'interno di un mausoleo che andò distrutto nel XVI secolo..
Gli succedette il figlio, Giovanni II.
Conosciamo di lui nove canzoni contenute nel Codex Manesse (dove il suo nome appare come Herzoge Johans von Brabant) e che sono composte in una lingua ancora vicina all'alto tedesco. Il suo predecessore - e padre - Enrico III aveva anch'egli composto alcune canzoni, quattro, e in lingua francese.

## Matrimoni e discendenza
Nel settembre 1270 Giovanni aveva sposato in prime nozze Margherita di Francia (1254-1271), figlia del re di Francia Luigi IX il Santo e della moglie, Margherita di Provenza, la quale morì l'anno successivo, nel dare alla luce un figlio, un bambino che visse poche ore.
Giovanni sposò in seconde nozze, nel 1273, Margherita di Dampierre; dall'unione nacquero quattro figli:
- Goffredo (1273-1284 circa), morto giovane
- Giovanni (1275-1312), duca di Brabante e Limburgo
- Margherita (1276-1311), sposata nel 1292 a Enrico VII di Lussemburgo, imperatore del Sacro Romano Impero
- Maria, sposata ad Amedeo V conte di Savoia.

Giovanni da alcune amanti di cui non si conoscono né il nome né gli ascendenti ebbe cinque figli illegittimi.

## Ascendenza
|                        |                        |                        | Genitori                |  |  | Nonni |  |  | Bisnonni             |  |  | Trisnonni               |  |
|                        |                        |                        |                         |  |  |       |  |  | Enrico I di Brabante |  |  | Goffredo III di Lovanio |  |
|                        |                        |                        |                         |  |  |       |  |  | Enrico I di Brabante |  |  | Goffredo III di Lovanio |  |
|                        |                        | Margherita di Limburgo |                         |  |  |       |  |  | Enrico I di Brabante |  |  |                         |  |
| Enrico II di Brabante  |                        |                        |                         |  |  |       |  |  | Enrico I di Brabante |  |  |                         |  |
|                        |                        | Matilde di Lorena      | Matteo di Lorena        |  |  |       |  |  |                      |  |  |                         |  |
|                        |                        | Matilde di Lorena      | Matteo di Lorena        |  |  |       |  |  |                      |  |  |                         |  |
|                        |                        | Matilde di Lorena      | Maria di Boulogne       |  |  |       |  |  |                      |  |  |                         |  |
| Enrico III di Brabante |                        | Matilde di Lorena      |                         |  |  |       |  |  |                      |  |  |                         |  |
|                        |                        | Filippo di Svevia      | Federico Barbarossa     |  |  |       |  |  |                      |  |  |                         |  |
|                        |                        | Filippo di Svevia      | Federico Barbarossa     |  |  |       |  |  |                      |  |  |                         |  |
|                        |                        | Filippo di Svevia      | Beatrice di Borgogna    |  |  |       |  |  |                      |  |  |                         |  |
| Maria di Svevia        |                        | Filippo di Svevia      |                         |  |  |       |  |  |                      |  |  |                         |  |
|                        |                        | Irene Angela           | Isacco II Angelo        |  |  |       |  |  |                      |  |  |                         |  |
|                        |                        | Irene Angela           | Isacco II Angelo        |  |  |       |  |  |                      |  |  |                         |  |
|                        |                        | Irene Angela           | Irene (Paleologa?)      |  |  |       |  |  |                      |  |  |                         |  |
| Giovanni I di Brabante |                        | Irene Angela           |                         |  |  |       |  |  |                      |  |  |                         |  |
|                        | Oddone III di Borgogna | Ugo III di Borgogna    |                         |  |  |       |  |  |                      |  |  |                         |  |
|                        | Oddone III di Borgogna | Ugo III di Borgogna    |                         |  |  |       |  |  |                      |  |  |                         |  |
|                        | Oddone III di Borgogna | Alice di Lorena        |                         |  |  |       |  |  |                      |  |  |                         |  |
| Ugo IV di Borgogna     | Oddone III di Borgogna |                        |                         |  |  |       |  |  |                      |  |  |                         |  |
|                        |                        | Alice di Vergy         | Ugo di Vergy            |  |  |       |  |  |                      |  |  |                         |  |
|                        |                        | Alice di Vergy         | Ugo di Vergy            |  |  |       |  |  |                      |  |  |                         |  |
|                        |                        | Alice di Vergy         | Gillette di Trainel     |  |  |       |  |  |                      |  |  |                         |  |
| Alice di Borgogna      |                        | Alice di Vergy         |                         |  |  |       |  |  |                      |  |  |                         |  |
|                        |                        | Roberto III di Dreux   | Roberto II di Dreux     |  |  |       |  |  |                      |  |  |                         |  |
|                        |                        | Roberto III di Dreux   | Roberto II di Dreux     |  |  |       |  |  |                      |  |  |                         |  |
|                        |                        | Roberto III di Dreux   | Iolanda di Coucy        |  |  |       |  |  |                      |  |  |                         |  |
| Yolanda di Dreux       |                        | Roberto III di Dreux   |                         |  |  |       |  |  |                      |  |  |                         |  |
|                        |                        | Aenor di Saint-Valéry  | Tommaso di Saint-Valéry |  |  |       |  |  |                      |  |  |                         |  |
|                        |                        | Aenor di Saint-Valéry  | Tommaso di Saint-Valéry |  |  |       |  |  |                      |  |  |                         |  |
|                        |                        | Aenor di Saint-Valéry  | Adela di Ponthieu       |  |  |       |  |  |                      |  |  |                         |  |
|                        |                        | Aenor di Saint-Valéry  |                         |  |  |       |  |  |                      |  |  |                         |  |